# Onekama (Michigan)
Onekama – wieś w Stanach Zjednoczonych, w stanie Michigan, w hrabstwie Manistee.